# Provincia de Nagato
Nagato (japonés: 長門国, Nagato no kuni), a menudo denominada Chōshū (長州, Chōshū), era una provincia de Japón. Se ubicaba en el extremo más occidental de la isla de Honshū, en el área que hoy ocupa la prefectura de Yamaguchi. Nagato limitaba con las provincias de Iwami y Suō.
Aunque la antigua capital de la provincia era Shimonoseki, Hagi solía ser la sede del han (feudo). Nagato estaba gobernada por el clan Mōri antes y después de la Batalla de Sekigahara.
En 1871, con la abolición del sistema han y el establecimiento de las prefecturas (Haihan Chiken) después de la Restauración Meiji, las provincias de Nagato y Suō se unieron para formar la prefectura de Yamaguchi.
Históricamente, la oligarquía que subió al poder tras la Restauración Meiji de 1868 tuvo una fuerte representación de la provincia de Chōshū, pues Itō Hirobumi, Yamagata Aritomo y Kido Koin (también conocido como Katsura Kogoro) eran de allí. Otros nativos famosos por su papel en la restauración son, entre otros, Yoshida Shōin, Takasugi Shinsaku y Kusaka Genzui.
El acorazado japonés Nagato fue bautizado en honor a esta provincia.